# Сье-де-Ривьер
Сье-де-Ривье́р (фр. Cier-de-Rivière, окс. Cièr d'Arribèra) — коммуна во Франции, находится в регионе Юг — Пиренеи. Департамент — Верхняя Гаронна. Входит в состав кантона Барбазан. Округ коммуны — Сен-Годенс.
Код INSEE коммуны — 31143.

## География

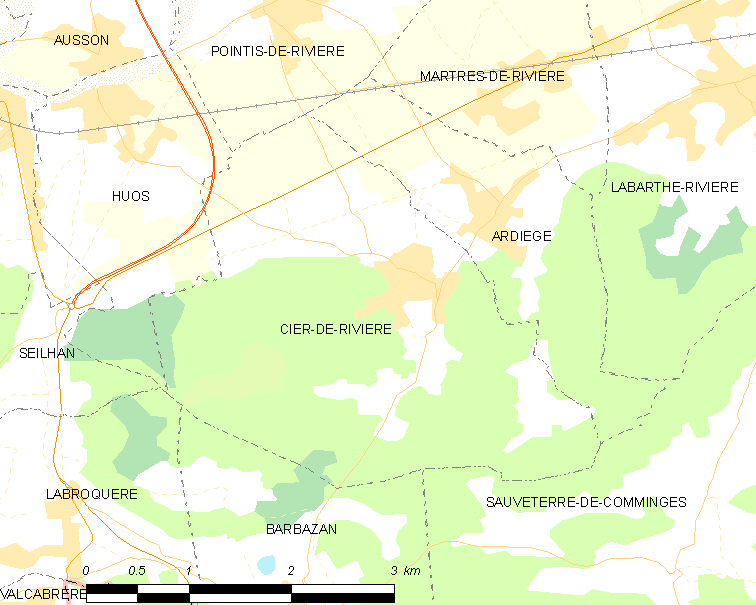
Карта коммуны

Коммуна расположена приблизительно в 660 км к югу от Парижа, в 90 км к юго-западу от Тулузы.
Около половины территории коммуны занимают леса.

## Климат
Климат умеренно-океанический. Зима мягкая и снежная, весна характеризуется сильными дождями и грозами, лето сухое и жаркое, осень солнечная. Преобладают сильные юго-восточные и северо-западные ветры.

## Население
Население коммуны на 2010 год составляло 261 человек.
| 1962 | 1968 | 1975 | 1982 | 1990 | 1999 | 2010 |
| ---- | ---- | ---- | ---- | ---- | ---- | ---- |
| 286  | 227  | 228  | 235  | 249  | 250  | 261  |

## Администрация
| Период | Период | Фамилия       | Партия | Примечания |
| ------ | ------ | ------------- | ------ | ---------- |
| 2001   | 2008   | Морис Майоль  |        |            |
| 2008   | 2014   | Клод Тулуз    |        |            |
| 2014   | 2020   | Дидье Журдана |        |            |

## Экономика
В 2010 году среди 162 человек трудоспособного возраста (15—64 лет) 116 были экономически активными, 46 — неактивными (показатель активности — 71,6 %, в 1999 году было 75,9 %). Из 116 активных жителей работали 102 человека (53 мужчины и 49 женщин), безработных было 14 (11 мужчин и 3 женщины). Среди 46 неактивных 11 человек были учениками или студентами, 19 — пенсионерами, 16 были неактивными по другим причинам.